# Partido judicial de Ateca
El partido judicial de Ateca fue un partido judicial que existió en los siglos XIX y XX en el sur oeste de la provincia de Zaragoza en la región de Aragón (España). La cabeza fue la villa de Ateca desde su creación en 1834, tras la división provincial de 1833, hasta su desaparición en 1965 tras integrarse en el Partido judicial de Calatayud. Incluía gran parte de las poblaciones provenientes de la histórica Comunidad de aldeas de Calatayud que estuvo vigente durante todo el Antiguo Régimen.

## Historia
Su sede estaba en el entonces recién desamortizado convento de capuchinos de Ateca, donde estaban tanto los juzgados como la cárcel. Aparece extensamente descrito en el Diccionario geográfico de Pascual Madoz, en el Tomo tercero páginas 91-95, perviviendo durante más de un siglo.
Estaba formado por los siguientes 42 municipios:

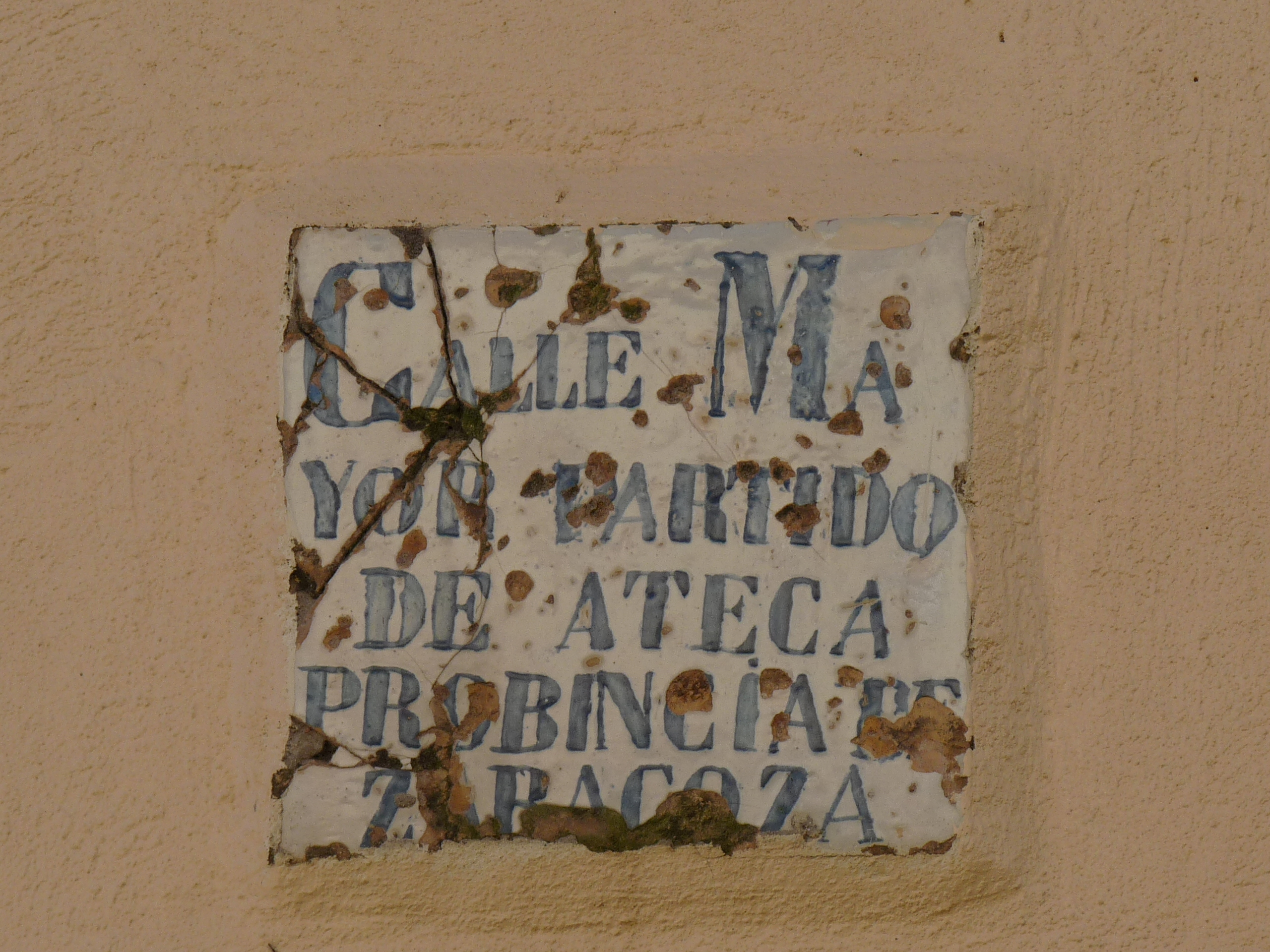
Azulejo en Torrelapaja que hace alusión al partido de Ateca

- Alconchel de Ariza
- Alhama de Aragón
- Aniñón
- Aranda
- Ariza
- Ateca, cabeza de partido.
- Berdejo
- Bijuesca
- Bordalba
- Bubierca
- Cabolafuente
- Calmarza
- Campillo de Aragón
- Carenas
- Castejón de las Armas
- Cervera de la Cañada
- Cetina
- Cimballa
- Clarés de Ribota
- Contamina
- Embid de Ariza
- Godojos
- Ibdes
- Jaraba
- La Vilueña
- Malanquilla
- Monreal de Ariza
- Monterde
- Moros
- Nuévalos y Monasterio de Piedra
- Oseja
- Paracuellos de Jiloca
- Pozuel de Ariza
- Sisamón
- Terrer
- Torralba de Ribota
- Torrehermosa
- Torrelapaja
- Torrijo de la Cañada
- Valtorres
- Villalengua
- Villarroya de la Sierra
- Zaragocilla, hoy despoblado.